# Claire Allen

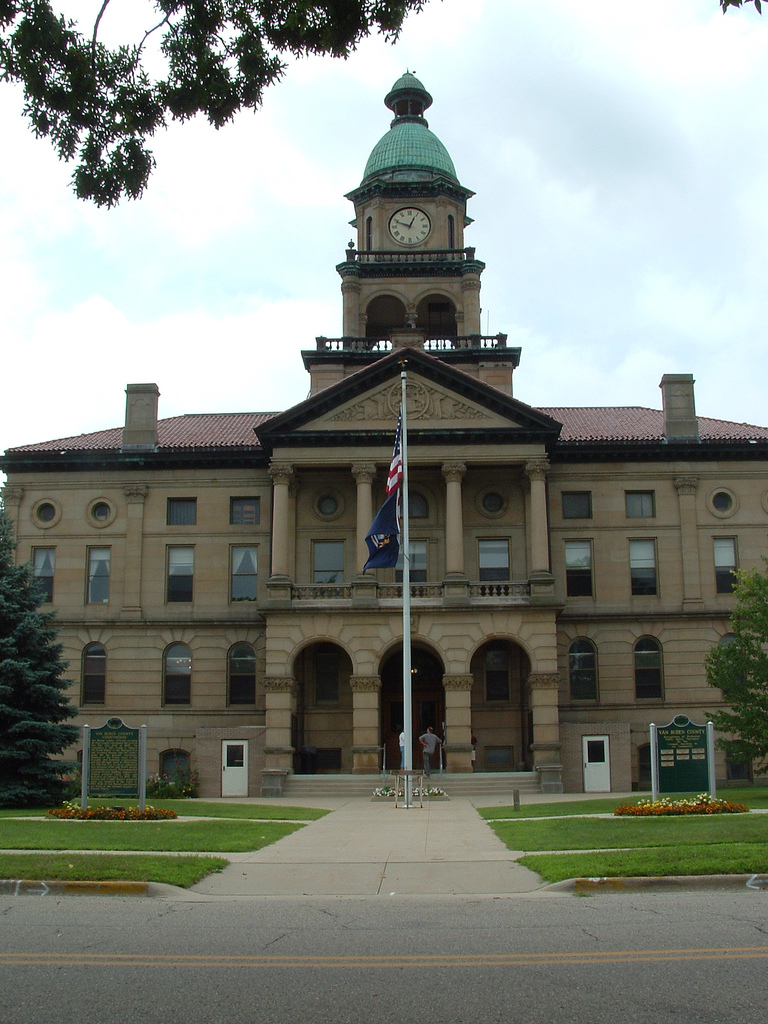
Van Buren County Courthouse *[https://sites.google.com/site/claireallenarchitect/ More Images

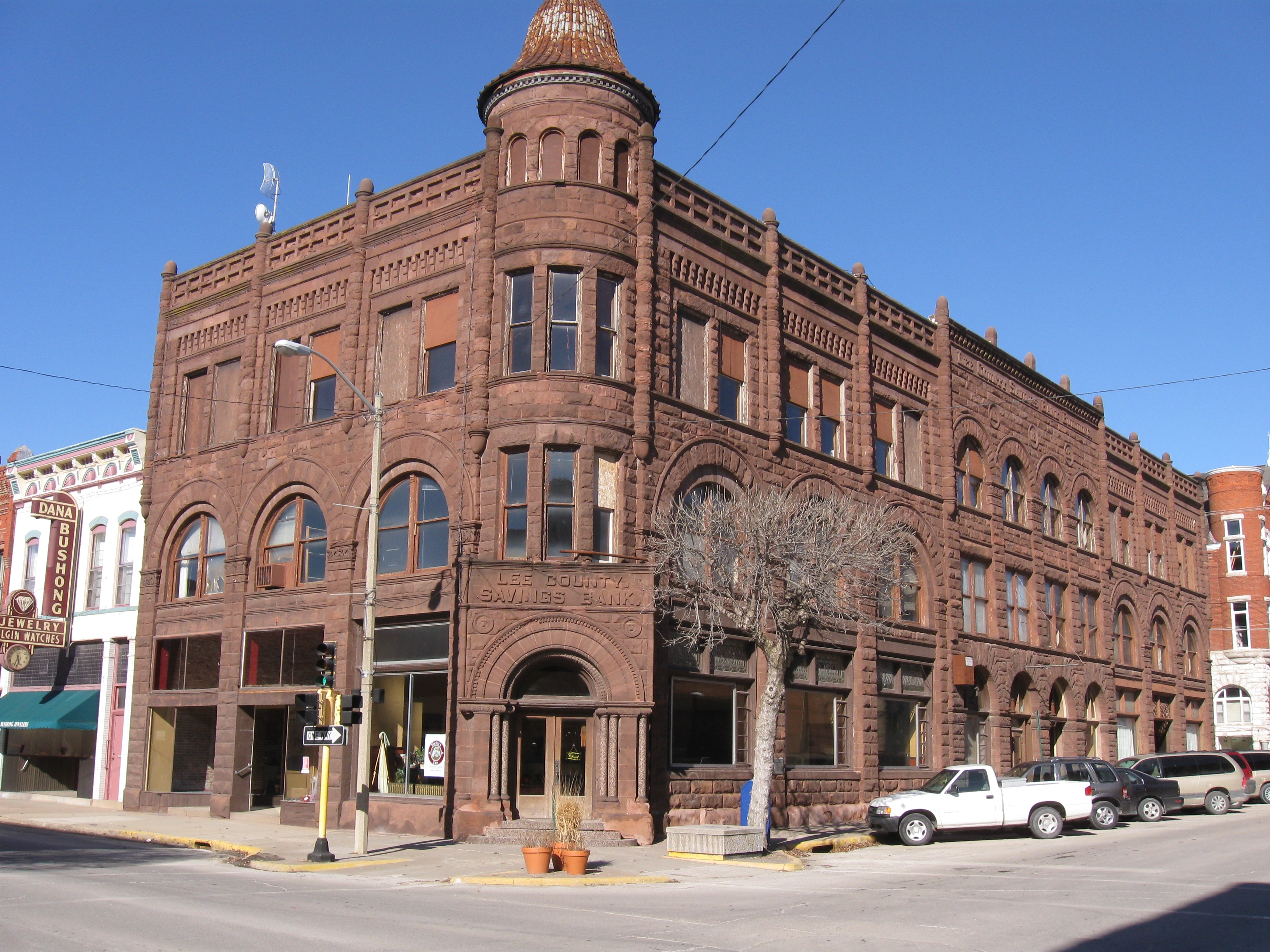
Lee County Savings Bank *[https://sites.google.com/site/claireallenarchitect/ More Images

Claire Allen (* 29. Juli 1853 in Pontiac, Michigan, Vereinigte Staaten; † 22. Dezember 1942 in Jackson, Michigan, Vereinigte Staaten) war zu Beginn des 20. Jahrhunderts ein im Süden Michigans prominenter Architekt. Er war der Kopf des Architekturbüros Claire Allen & Sons und wirkte in Jackson 52 Jahre lang als Architekt.
Als junger Mensch war er Bauarbeiter und Bauunternehmer und als solche am Bau des Ionia County Court Houses, einer Schule in Dexter, Michigan und zahlreicher Häuser und anderer Gebäude in Belding and Ionia sowie der Textilmühle der Belding Brothers beteiligt. Einige der Courthousees, die Allen für Countyverwaltungen erschuf, sind Beispiel für die amerikanische neoklassizistische Architektur, doch entwarf Allen auch zahlreiche Bauten im Stil des Colonial Revival.

## Werke
Eine Auswahl seiner Werke ist:
| Werk                                                                      | Bild | Ort                         | Jahr      | Kartenlink | Anmerkungen |
| ------------------------------------------------------------------------- | ---- | --------------------------- | --------- | ---------- | --- |
| The Post Office (Memento vom 20. Februar 2012 im Internet Archive)        |      | Jackson, Michigan           | 1932      | Map        | nun Sitz des Energieversorgers Consumers Energy Post Office History                                                                    |
| Glazier Office Building (Memento vom 6. Oktober 2011 im Internet Archive) |      | Ann Arbor, Michigan         |           | Map        | |
| Armory Building                                                           |      | Ann Arbor, Michigan         | 1911      | Map        | |
| Clock Tower Building                                                      |      | Chelsea, Michigan           | 1907      | Map        | Michigan State Historic Site |
| George P. Glazier Memorial Building                                       |      | Chelsea, Michigan           | 1901–1902 | Map        | das heute als Michigan State Historic Site wurde einst als Chelsea Savings Bank erbaut                                                 |
| Methodist Episcopal Church                                                |      | Chelsea, Michigan           | 1899      | Map        | First United Methodist Church – Church History                                                                                         |
| Welfare Building                                                          |      | Chelsea, Michigan           | 1906      | Map        | Michigan State Historic Site |
| First National Bank                                                       |      | Corunna, Michigan           | 1903      | Map        | heute als Surbeck Building bekannt, als Michigan Stae Historic Site eingestuft                                                         |
| Hudson Public Library (Memento vom 6. Oktober 2011 im Internet Archive)   |      | Hudson, Michigan            |           | Map        | |
| Cascades Manor House                                                      |      | Jackson, Michigan           | 1929      | Map        | Cascades Manor House History (Memento vom 18. August 2010 im Internet Archive)                                                         |
| Jackson Friendly Home                                                     |      | Jackson, Michigan           | 1908      | Map        | Jackson Friendly Home History (Memento vom 7. Januar 2009 im Internet Archive)                                                         |
| Jackson Masonic Temple                                                    |      | Jackson, Michigan           | 1908      | Map        | derzeit genutzt als Ausstellungsraum für Möbel – Masonic Temple History                                                                |
| The Ida Stiles Memorial Church                                            |      | Jackson, Michigan           | 1895      |            | The Ida Stiles Memorial Church Article                                                                                                 |
| Avon School District No. 5 Schoolhouse                                    |      | Rochester, Michigan         | 1889      | Map        | Michigan State Historic Site |
| Hillsdale County Courthouse                                               |      | Hillsdale County, Michigan  | 1898–1899 | Map        | Michigan State Historic Site, National Register of Historic Places                                                                     |
| Gratiot County Courthouse                                                 |      | Gratiot County, Michigan    | 1902      | Map        | Michigan State Historic Site, National Register of Historic Places                                                                     |
| Ionia County Courthouse                                                   |      | Ionia County, Michigan      | 1885      | Map        | Claire Allen war der mit der Errichtung beauftragte Bauunternehmer, Michigan State Historic Site, National Register of Historic Places |
| Jackson County Courthouse                                                 |      | Jackson County, Michigan    | 1927–1928 | Map        | Courthouse History (Memento vom 1. Dezember 2005 im Internet Archive)                                                                  |
| Shiawassee County Courthouse                                              |      | Shiawassee County, Michigan | 1903–1906 | Map        | Michigan State Historic Site, National Register of Historic Places                                                                     |
| Van Buren County Courthouse                                               |      | Van Buren County, Michigan  | 1901      | Map        | Michigan State Historic Site, National Register of Historic Places                                                                     |
| Paw Paw Library                                                           |      | Paw Paw, Michigan           | 1920      | Map        | Michigan State Historic Site |
| Mendon Township Library                                                   |      | St. Joseph County, Michigan | 1905      | Map        | Michigan State Historic Site |
| Berthold Rummler House                                                    |      | Jackson, Michigan           | 1904      | Map        | Michigan State Historic Site |
| Lake Odessa Depot                                                         |      | Ionia County, Michigan      | 1889      | Map        | auch als Detroit, Lansing and Northern Railway Depot bekannt, Michigan State Historic Site                                             |
| The Rickman Hotel                                                         |      | Kalamazoo, Michigan         | 1907–1908 | Map        | National Register of Historic Places                                                                                                   |
| Lee County Savings Bank                                                   |      | Fort Madison, Iowa          |           | Map        | Fort Madison Downtown Commercial Historic District                                                                                     |
| Clinton County Courthouse                                                 |      | Clinton, Iowa               | 1892–1897 | Map        | History (Memento vom 25. Januar 2007 im Internet Archive) Photo                                                                        |

## Karten
- Bauwerke von Claire Allen in Chelsea, Michigan[3]
- Bauwerke von Claire Allen in Jackson, Michigan[3]
- Bauwerke von Claire Allen in Michigan[3]
- Bauwerke von Claire Allen in Iowa[3]

## Belege
1. ↑   State Registered (Memento vom 4. März 2012 im Internet Archive)
2. ↑   Michigan State Historic Site (Memento vom 6. Juni 2011 im Internet Archive)
3. 1 2 3 4 5  The wondrous works of Claire Allen, architect

| Personendaten    | Personendaten               |
| ---------------- | --------------------------- |
| NAME             | Allen, Claire               |
| KURZBESCHREIBUNG | US-amerikanischer Architekt |
| GEBURTSDATUM     | 29. Juli 1853               |
| GEBURTSORT       | Pontiac, Michigan, USA      |
| STERBEDATUM      | 22. Dezember 1942           |
| STERBEORT        | Jackson, Michigan, USA      |